# Sorocea muriculata
Sorocea muriculata är en mullbärsväxtart. Sorocea muriculata ingår i släktet Sorocea och familjen mullbärsväxter.

## Underarter
Arten delas in i följande underarter:
- S. m. muriculata
- S. m. uaupensis